# متنزه الغاط الوطني (السعودية)
متنزّه الغاط الوطني هو في الأصل واد يسمى وادي الباطن، وأكبر المتنزهات الطبيعية في المملكة العربية السعودية، يقع جنوب محافظة الغاط على بعد 10 كم من مركز المحافظة، وهو بمثابة محمية طبيعية تشرف عليها وزارة البيئة والمياه والزراعة، حيث يضم 140 عائلة نباتية وعينين مياه عذبة، وينتج نحو 500 شتلة سنويا من الغضا والطلح والسمر.

## الموقع
يقع المتنزّه جنوب محافظة الغاط همزة الوصل بين منطقة القصيم ومنطقة الرياض، على مساحة 25 مليون متر مربع، وهو أحد أودية جبل طويق الذي يحيط بالوادي من جميع الجهات، وتوجد عند نهاية كل فرع من فرعي الوادي عينان للمياه الطبيعية تنساب مياهها من خلال تشققات الصخور.

## الحياة الفطرية في المتنزّه
يضم المتنزّه معالم طبيعة متنوعة داخل حدوده، ويجمع بين ثلاث بيئات الصحراوية، والجبلية، والزراعية، حصل على جائزة التميز البيئي، وجائزة أفضل بيئة جبلية، ويحتوي المتنزّه على 200 ألف شجرة من 140 جنسا نباتيا، من أشجار الطلح والسدر والسنو، إضافة إلى ينابيع مياه طبيعية جارية طول العام، وفي مارس 2019م  خلال فعاليات أسبوع البيئة شهد المتنزّه إعادة توطين غزال الريم، وإطلاق الأرنب البري والوبر، لإعادة التوازن البيئي.

## روافد الوادي
متنزّه الغاط هو عبارة عن وادٍ روافده شعيب السقطة والقويصر الشمالي والجنوبي ووادي الباطن، ويتكون من مجرى رئيسي للوادي على جانبه الأيسر عدة مصاطب مستوية ويتراوح ارتفاعها من 0,5 1متر، وتربته خصبة ذات رمال خشنة، إضافة إلى عيني المياه الطبيعية في نهاية كل فرع من فرعي الوادي تنساب مياهها من خلال تشققات الصخور.

## جائزة العلم الأخضر
في فبراير 2024 فاز متنزه الغاط الوطني بجائزة العلم الأخضر "The Green Flag Award" كأول متنزه بري وطني في منطقة الشرق الأوسط يحصل على هذه الجائزة بعد تنفيذ العديد من المشروعات لتطويره والارتقاء به وتطوير و استكمال الخدمات المقدمة للزوار وزيادة رقعة الغطاء النباتي في المتنزه خلال الأعوام الماضية. وكان المركز الوطني لتنمية الغطاء النباتي ومكافحة التصحر في المملكة العربية السعودية  قد تقدّم لهذه الجائزة باسم المملكة حيث عمل على تطبيق المعايير المطلوبة للارتقاء بمستوى المتنزه، ونظَّم العديد من ورش العمل التأهيلية ضمن خطوت الترشيح للجائزة.